# لينكس بوت
لينكس بوت (بالإنجليزية: LinuxBoot) هو مشروع برمجيات حرة يهدف إلى استبدال معظم وحدات بيئة تنفيذ التعاريف (DXE) في واجهة البرنامج الثابت الممتد (UEFI) بنواة لينكس. يجب أن يعمل «لينكس بوت» فوق برمجيات تهيئة العتاد لكي يبدأ التشغيل. يمكن أن يتم ذلك قبل تهيئة واجهة البرنامج الثابت (ضمن UEFI)، أو من خلال أدوات مثل كور بوت أو يو بوت. يمكن للينكس بوت إقلاع أنظمة شغيل لينكس من خلال طلب النظام kexec، ولكن إقلاع ويندوز ممكن أيضًا بسبل أخرى.

## التاريخ
بدأ المشروع في الأصل تحت اسم «نيرف» من قِبَل شركة جوجل. كان «نيرف» نسخة مبسّطة من نظام واجهة البرنامج الثابت تحوي على نواة لينكس وتطبيقات مستوى المستخدم. قسِّم هذا المشروع إلى قسمين: «لينكس بوت» (الذي يحتوي على كتلة التمهيد والنواة) و«يو-روت» الذي يحتوي على تطبيقات مستوى المستخدم.
أصبح «لينكس بوت» مشروعًا رسميًا لمؤسسة لينكس عام 2018.

## دعم العتاد
حاليًا، يقتصر دعم واجهة البرنامج الثابت لـ«لينكس بوت» على عدد قليل من الخوادم. ولكن بأمر الواقع، فهو مدعوم كذلك من قبل الألواح الأم التي يدعمها كور بوت.

## روابط خارجية
- الموقع الرسمي